# William Dufour
William Dufour (Quebec, Quebec, 28 de enero de 2002) es un jugador profesional canadiense de hockey sobre hielo que se desempeña en la posición de extremo derecho en New York Islanders, equipo de la National Hockey League (NHL).

## Carrera
Fue seleccionado en la quinta ronda en la NHL Entry Draft de 2020. En 2022 hizo su debut profesional con el equipo New York Islanders, donde lleva jugando una temporada.